# 全國林姓宗廟
全國林姓宗廟，是位於臺灣臺北市大同區林氏實業大樓頂層的媽祖廟兼林姓宗祠，屬財團法人之宗親組織，廟宇地坪距離地面29.2公尺，屋檐更高達41.7公尺，為全國建築體最高的祠堂。

## 沿革
全國林姓宗廟歷史可追溯至清道光十一年（1831年）林姓泉州人為紀念林姓始祖比干暨歷代列祖列宗，在臺北城文武街南畔興築祠堂，由板橋林本源家族集資發起建立。原址與陳德星堂都在今日的中華民國總統府，兩者相鄰並位於臺北府文廟、武廟之西北角，有「陳林半天下」之稱。
後於1900年代初，日本政府決定在此地建造總督府，便將原處陳姓及林姓宗祠補償遷建到大稻埕及後車站。林祖廟於1901年遷建大稻埕下奎府町建成街，1903年落成，即現今「財團法人全國林姓宗廟」前身。1962年9月15日，召開會員大會通過將原『台灣省台北市林姓祖廟管理委員會』改為『財團法人台灣省台北市全臺林姓宗廟』同時選舉首屆董監事，以林燈為首任董事長、聘任林堤灶為名譽董事長、林琴為副董事長；林少鑫、林永倉、林番王、林溪水等八名為常務董事、林慶川為總幹事，同時籌措宗廟重建等工作。1969年，設立「林姓實業股份有限公司」並興建「林氏實業大樓」，以第8、9樓及10樓為林姓宗廟新址。1979年10月7日，林姓宗祠在中源大飯店九樓頂重建落成時，因前殿供奉媽祖，該飯店的宣傳冊子把這座廟叫做「媽祖聖母宮」。1981年10月8日，始正式舉行落成大典，邀請全球宗親團體代表參加，並成立「世界林氏宗親總會」。今址爲建成圓環附近的重慶北路一段73號10樓。

## 概要
林氏實業大樓樓高十層，第1至7樓開設中源大飯店，第8、9樓為1990年開業之「天龍三溫暖」（1991年1月6日曾發生大火釀18死）並曾為林氏宗親會、世界總會以及林姓宗親之臺灣省和臺北市會所（1991年6月6日遷出），第10層即宗廟所在；全國林姓宗廟有前、後二殿，前殿奉祀天上聖母林默祖姑以及台灣民間信仰諸神；後殿奉祀開林太始祖殷太師比干暨太始祖妣陳氏祖媽，併合祀開林始祖周博陵郡公林堅暨開林始祖妣爵公夫人姜氏、陳氏祖媽，配祀開閩肇基始祖晉安郡王太守林祿暨夫人孔氏以及歷代列宗之神位。

## 外部連結
- 財團法人全國林姓宗廟沿革簡史